# 비셰그라드 (헝가리)

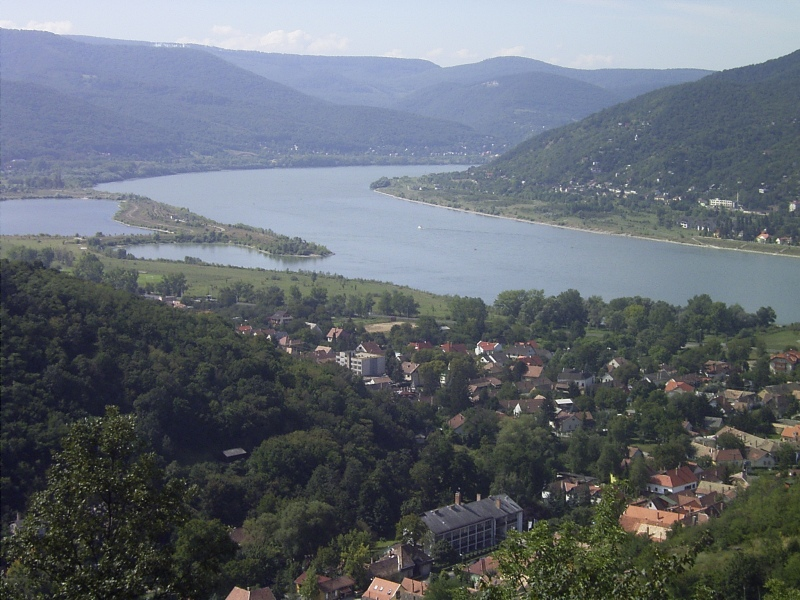
비셰그라드

비셰그라드(헝가리어: Visegrád, 슬로바키아어: Vyšehrad 비셰흐라트, 독일어: Plintenburg 플린텐부르크[*])는 헝가리 페슈트 주에 위치한 도시로 면적은 33.27km2, 인구는 1,711명(2004년 기준), 인구 밀도는 51.42명/km2이다. 도나우강 우안과 접하고 있고 부다페스트 북쪽에 위치한다.
초기 르네상스 시대의 유적이 남아 있으며 헝가리의 국왕 마차시 1세의 여름 궁전과 중세 시대 요새로 유명한 도시이다. 도시 이름은 슬라브어파에 속하는 언어로 "위쪽에 있는 요새" 또는 "위쪽에 있는 마을"을 뜻하는 단어에서 유래된 이름이다.

## 역사

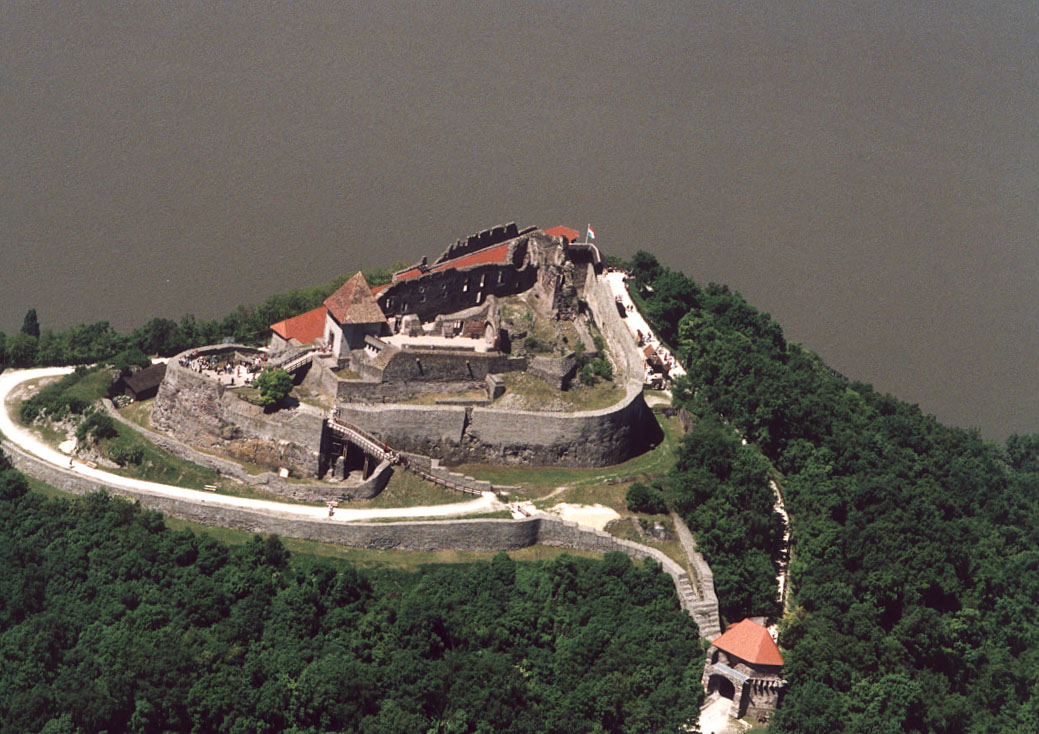
비셰그라드 성

1009년 문헌에 처음 등장했다. 1242년 몽골 제국의 유럽 침공 때 남쪽으로 약간 옮겨진 채로 재건되었다. 1325년 헝가리의 국왕 카로이 1세는 자신의 거주지였던 이 곳을 왕실의 거처로 선포하게 된다.
1335년 헝가리의 국왕 카로이 1세는 보헤미아의 국왕 얀, 폴란드의 국왕 카지미에시 3세와 함께 2개월에 걸친 회의를 개최했다. 이 회의는 헝가리와 보헤미아, 폴란드 세 왕국 간의 평화를 이끄는 한편 헝가리와 폴란드가 오스트리아의 합스부르크 왕가에 대항하기 위해 동맹을 결성하는 계기가 된다. 1338년 또 다른 회의가 개최되었다.
1405년부터 1408년 사이에 신성 로마 제국의 황제 겸 헝가리의 국왕이었던 지기스문트가 왕실의 거처를 부더로 옮겼다. 마차시 1세 시대에는 한때 왕궁 소재지로 여겨지기도 했지만 1526년 헝가리 왕국이 모하치 전투를 계기로 분할되면서 중요성을 상실하게 된다.
1991년 헝가리와 체코슬로바키아, 폴란드의 정치 지도자들은 1335년 이 곳에서 열렸던 회의를 상기시키는 한편 이들 국가 간의 지역 협력체인 비셰그라드 그룹을 결성했다. 2000년 시로 승격되었다.

## 사진

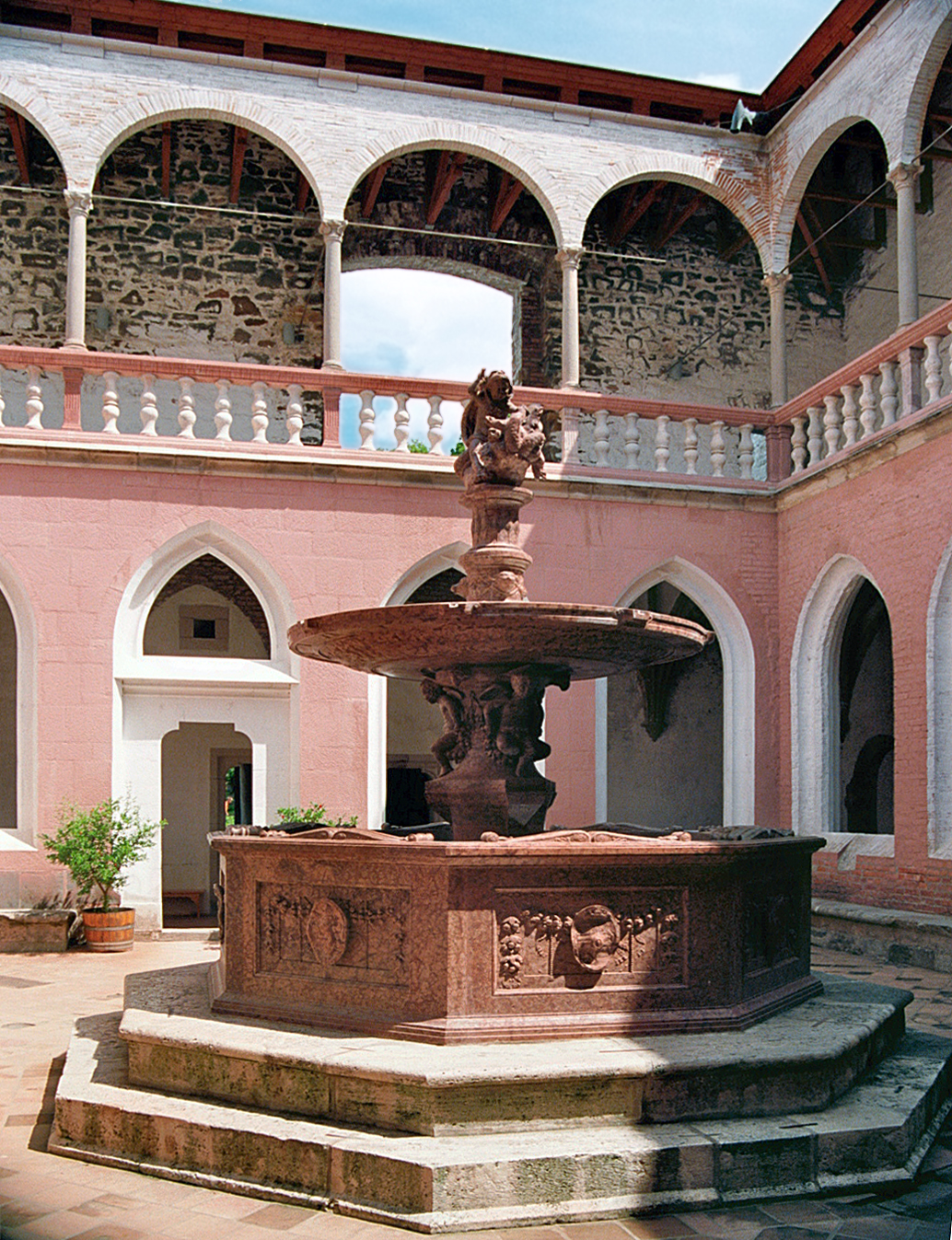
비셰그라드 왕궁에 있는 마티아스 분수
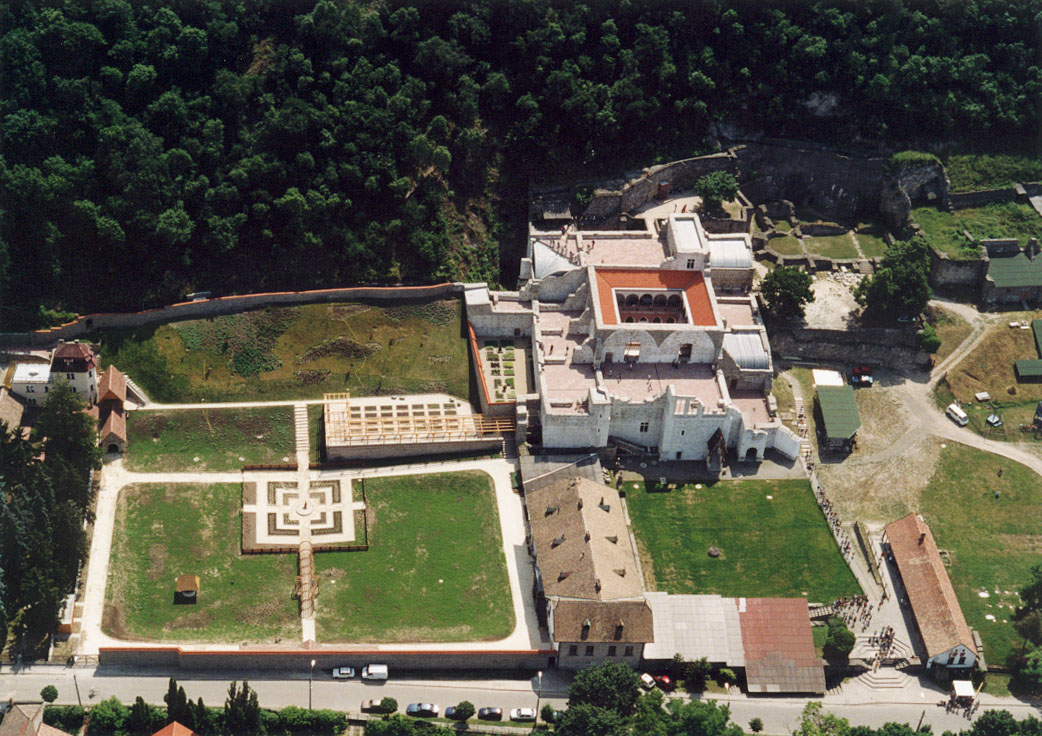
하늘에서 내려다 본 비셰그라드 왕궁

## 같이 보기
- 비셰그라드 (보스니아 헤르체고비나)
- 비슈호로드
- 비셰흐라트